# Bachlawa
Bachlawa est une localité polonaise de la gmina et du powiat de Lesko en voïvodie des Basses-Carpates.

## Démographie
En 2021, la population était de 229 habitants.